# Hecabolus tetrastigmus
Hecabolus tetrastigmus är en stekelart som först beskrevs av Jean-Jacques Kieffer och Jorgensen 1910.  Hecabolus tetrastigmus ingår i släktet Hecabolus och familjen bracksteklar. Inga underarter finns listade i Catalogue of Life.